# Мелвуд (Меріленд)
Мелвуд (англ. Melwood) — переписна місцевість (CDP) в США, в окрузі Графство принца Георга штату Меріленд. Населення — 3977 осіб (2020).

## Географія
Мелвуд розташований за координатами 38°48′7″ пн. ш. 76°50′30″ зх. д. / 38.80194° пн. ш. 76.84167° зх. д. (38.801893, -76.841624).  За даними Бюро перепису населення США в 2010 році переписна місцевість мала площу 7,32 км², з яких 7,31 км² — суходіл та 0,01 км² — водойми.

## Демографія
Згідно з переписом 2010 року, у переписній місцевості мешкала 3051 особа в 1258 домогосподарствах у складі 770 родин. Густота населення становила 417 осіб/км².  Було 1324 помешкання (181/км²).
Расовий склад населення:
| - 65,7 % — чорних або афроамериканців - 26,1 % — білих - 1,5 % — азіатів - 0,8 % — корінних американців - 3,0 % — осіб інших рас |

До двох чи більше рас належало 3,0 %. Частка іспаномовних становила 6,7 % від усіх жителів.
За віковим діапазоном населення розподілялося таким чином: 19,5 % — особи молодші 18 років, 61,6 % — особи у віці 18—64 років, 18,9 % — особи у віці 65 років та старші. Медіана віку мешканця становила 46,5 року. На 100 осіб жіночої статі у переписній місцевості припадало 88,2 чоловіків;  на 100 жінок у віці від 18 років та старших — 84,9 чоловіків також старших 18 років.